# Mouriri lancifolia
Mouriri lancifolia är en tvåhjärtbladig växtart som beskrevs av Ignatz Urban och Erik Leonard Ekman. Mouriri lancifolia ingår i släktet Mouriri och familjen Melastomataceae.
Artens utbredningsområde är Haiti. Inga underarter finns listade i Catalogue of Life.